# Lissonotypus tetraspilotus
Lissonotypus tetraspilotus là một loài bọ cánh cứng trong họ Cerambycidae.